# 逕泉坊

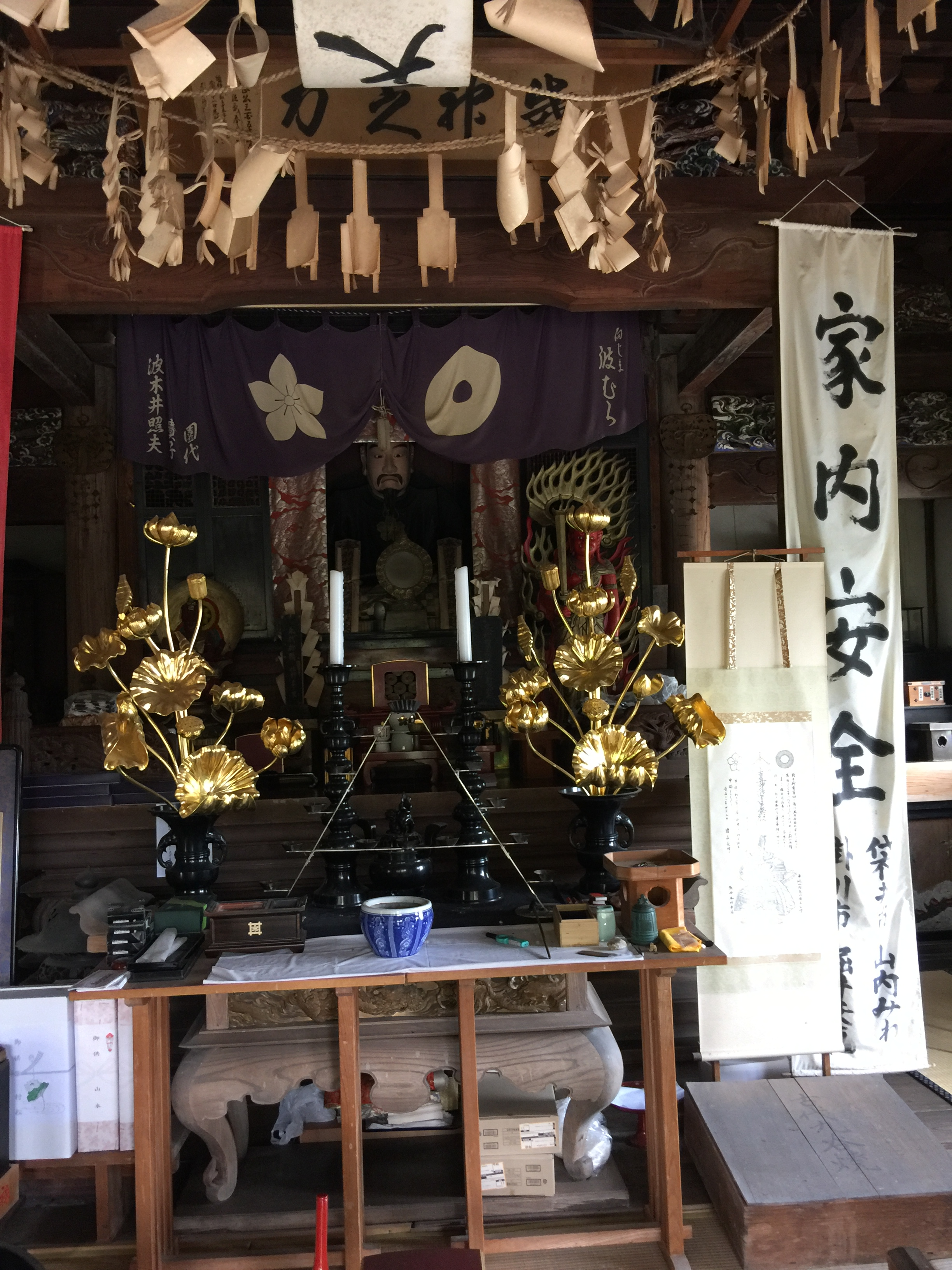
清正公堂

逕泉坊（きょうせんぼう）は、山梨県南巨摩郡身延町身延の東谷にある日蓮宗寺院。身延山久遠寺32坊の一つ。潮師法縁。

## 歴史
かつて身延山南谷に日養が開山した教泉坊という塔頭があり、文化元年（1804年）には清正公堂が建立されていた。その後に廃寺となっていたのを、東谷の南延坊第15世・逕静院日泉が文政5年（1822年）10月に現在地に再建し中興開山となった。再興から間もない文政年間中に、身延山第57世・究竟院日舜により肥後熊本の発星山本妙寺から清正公の尊像が迎えられたいうと伝承がある。 嘉永7年（1854年）に発生した安政東海地震によって堂宇が全壊し文久4年（1864年）正月に再建されたが、翌2月20日に発生した大山火事により全焼。明治6年（1873年）2月23日に再建された。翌明治7年（1874年）12月15日には、上塩沢にあった林行坊を合併した。

## 伽藍
家内安全・鬼門除け・厄除けの清正公堂がある。元亀3年（1572年）4月11日、武田信玄が大軍を引き連れて身延山に押し寄せ全山の引き渡しを要求した。その際に一人の僧が現在の清正公堂の地で鬼門除け（法敵退散）の祈祷をしたところ、神仏の加護あって武田軍は攻める事ができずに撤退し戦火を免れた。武田信玄は身延山と和睦して武井坊を建立、祈願所に定めたと伝えられている。その後、身延山第57世・究竟院日舜は肥後熊本の本妙寺から加藤清正の尊像を迎えて逕泉坊に安置し、身延山の鬼門除け祈祷道場とした。後日、身延山に番地を定めるにあたり、清正公堂が武田攻めを斥けた貴い処であるという理由から「身延町一番地」とされた。明治6年（1864年）2月23日に再建された清正公堂内外の彫刻は、伊豆随一の名工と謳われた小沢半兵衛邦秀・小沢喜道永秀（半兵衛の次男）・小沢徳蔵俊秀（半兵衛の四男）の手によるものである。

## 歴代住持

### 教泉坊
| 歴代 | 法号 （俗姓・道号） | 命日（享年［数え年］）     | 経歴 |
| ---- | ------------------- | -------------------------- | ---- |
| 開山 | 日養                |                            |      |
| 2世  | 日正                |                            |      |
| 3世  | 教泉坊日清          | 寛永10年（1633年）12月18日 |      |
| 4世  | 日行                |                            |      |
| 5世  | 圓應院日凉          | 元禄元年（1688年）11月28日 |      |
| 6世  | 日精                |                            |      |
| 7世  | 教學律師日悦        | 宝永6年（1709年）11月21日  |      |
| 8世  | 養春院日涌          | 享保19年（1734年）2月29日  |      |
| 9世  | 教仙坊日改          |                            |      |
| 10世 | 教泉坊日解          |                            |      |
| 11世 | 諦善坊日住          |                            |      |

### 逕泉坊
| 歴代 （通歴）     | 法号 （俗姓・道号）     | 命日（享年［数え年］）            | 経歴                                                                              |
| ----------------- | ----------------------- | --------------------------------- | --------------------------------------------------------------------------------- |
| 中興開山 （12世） | 逕静院日泉              | 天保2年（1831年）2月11日（80歳）  | 身延山南延坊（山梨県南巨摩郡身延町） 15世                                         |
| 2世 （13世）      | 厚順院日孝              |                                   |                                                                                   |
| 3世 （14世）      | 慈岸院日成              |                                   |                                                                                   |
| 4世 （15世）      | 玄齢院日泰              | 天保11年（1840年）10月23日        |                                                                                   |
| 5世 （16世）      | 以順院日信              | 嘉永6年（1853年）1月22日          |                                                                                   |
| 6世 （17世）      | 蓮淨院日忍              | 嘉永元年（1848年）4月4日          |                                                                                   |
| 7世 （18世）      | 要壽院日永 （蓮性）     | 明治10年（1877年）10月8日（63歳） |                                                                                   |
| 8世 （19世）      | 智倬院日順 （若林日順） | 明治42年（1909年）4月16日         | 身延山延寿坊（山梨県南巨摩郡身延町） 25世                                         |
| 9世 （20世）      | 本鏡院日惇 （佐藤海意） | 昭和7年（1932年）10月18日（65歳） | 常住山長耀寺（東京都港区六本木） 29世か 身延山志摩坊（山梨県南巨摩郡身延町） 30世 |
| 10世 （21世）     | 行道院日教 （今井海邦） | 昭和7年（1932年）5月5日（64歳）   |                                                                                   |
| 11世 （22世）     | 光明院日照 （中山海了） | 昭和62年（1987年）6月24日         |                                                                                   |
| 12世 （23世）     | 修学院日空 （中山光勝） | 平成27年（2015年）1月20日（67歳） | 身延山大学 第6代学長                                                              |
| 13世 （24世）     | （中山愛梨）            |                                   |                                                                                   |

### 林行坊
| 歴代 | 法号 （俗姓・道号） | 命日（享年［数え年］）            | 経歴                                                                                |
| ---- | ------------------- | --------------------------------- | ----------------------------------------------------------------------------------- |
| 開山 | 智運坊日順          | 享保2年（1717年）2月26日          |                                                                                     |
| 2世  | 林行坊日雲          | 寛政8年（1796年）6月9日           |                                                                                     |
| 3世  | 智辨院日諦          | 天保2年（1831年）9月24日（58歳）  | 身延山圓正坊（山梨県南巨摩郡身延町） 15世 身延山玉泉坊（山梨県南巨摩郡身延町） 24世 |
| 4世  | 了牙院日惠          | 天保2年（1831年）2月26日          | 身延山樋澤坊（山梨県南巨摩郡身延町） 37世 身延山佐倉坊（山梨県南巨摩郡身延町） 歴世 |
| 5世  | 圓妙院日光          | 嘉永3年（1850年）7月16日（96歳）  |                                                                                     |
| 6世  | 旭円院日行          | 明治18年（1885年）5月31日（51歳） | 身延山定林坊（山梨県南巨摩郡身延町） 28世 大石山正慶寺（山梨県南巨摩郡身延町） 38世 |
| 7世  | 是孝院日静          | 文久2年（1862年）8月5日（36歳）   | 身延山文殊坊（山梨県南巨摩郡身延町） 24世                                           |
| 8世  | 智兌坊              |                                   |                                                                                     |
| 9世  | 要雄院日等 （玄光） |                                   | 身延山智寂坊（山梨県南巨摩郡身延町） 18世                                           |
| 10世 | 慈達坊日在          |                                   |                                                                                     |

## 脚註
1. ↑  逕泉院とも称する。
2. ↑  『身延山坊跡録』によれば「清正公安置/文化元甲子年勧/請堂立/其ノ后尊像鰍沢ヨリ/納ル 薪師代」とあるように、❝再興後に安置された清正公像は身延山第66世・示宣院日薪の代に鰍沢から迎えられた❞と記されている。
3. ↑  現在、了円坊のある一帯がかつての塩沢地区。
4. ↑  明治7年に身延山蓮盛坊（山梨県南巨摩郡身延町）と合併した。
5. ↑  『日蓮宗寺院大鑑』「長耀寺」の項には本鏡院日惇の名はないが29・31世が不明であり、30世・妙牙院日喜は大正11年（1922年）1月1日に死去している。大正3年版の『日蓮宗寺院名簿』では本鏡院日惇が逕泉坊住職として登記されており、この後に身延山志摩坊に転住していることから、本項では仮に29世として比定した。
6. ↑  樋澤坊（山梨県南巨摩郡身延町）と合併した為、現存しない。
7. ↑  樋澤坊（山梨県南巨摩郡身延町）と合併した為、現存しない。
8. ↑  明治7年（1874年）12月15日に圓教坊・戒善坊・妙善坊等と合併、現存しない。
9. ↑  定林坊在住時は「錬珠院」、正慶寺在住時は「本鏡院」と号した。
10. ↑  明治7年（1874年）12月15日に身延山積善坊（山梨県南巨摩郡身延町）と合併した。

## 参考資料
- 『日蓮宗寺院名簿』日宗新報社、1914年。NDLJP:1083172/36。
- 身延町資料第十一編第三章第一節
- 『日蓮宗寺院大鑑』/日蓮宗寺院大鑑編集委員会/大本山池上本門寺/昭和56年（1981年）
- 『身延山坊跡録』/身延山坊跡録編集委員会 編/身延山支院/平成6年（1994年）4月
- 『日蓮宗宗報』第318号/日蓮宗宗務院 編集・発行/平成26年（2014年）9月15日
- 『日蓮宗宗報』第324号/日蓮宗宗務院 編集・発行/平成27年（2015年）3月15日